# نهائي كأس إيطاليا 2019
كان نهائي كأس إيطاليا 2019 المباراة النهائية من منافسة كأس إيطاليا 2018–19، النسخة الواحدة والسبعين من بطولة كأس إيطاليا.
أقيمت المباراة يوم 15 مايو 2019 في ملعب أولمبيكو في العاصمة الإيطالية روما بين لاتسيو وأتالانتا. وفاز فيها لاتسيو بهدفين نظيفين.
تأهل لاتسيو كونه الفائز تلقائيًا إلى مرحلة مجموعات الدوري الأوروبي 2019–20 وكأس السوبر الإيطالي 2019 ضد بطل الدوري يوفنتوس.

## الطريق إلى النهائي
| لاتسيو         | لاتسيو              | الدور               | أتالانتا    | أتالانتا            |
| -------------- | ------------------- | ------------------- | ----------- | ------------------- |
| الخصم          | النتيجة             | كأس إيطاليا 2018–19 | الخصم       | النتيجة             |
| نوفارا (H)     | 4–1                 | دور الـ16           | كالياري (A) | 2–0                 |
| إنتر ميلان (A) | 1–1 (4–3 ر.ج.)      | ربع النهائي         | يوفنتوس (H) | 3–0                 |
| ميلان          | 0–0، 1–0 (1–0 إجم.) | نصف النهائي         | فيورنتينا   | 3–3، 2–1 (5–4 إجم.) |

## المباراة

### التفاصيل
| أتالانتا | 0–2 | لاتسيو                                      |
| -------- | --- | ------------------------------------------- |
|          |     | - ميلينكوفيتش-سافيتش 82' - خواكين كوريا 90' |

| أتالانتا | لاتسيو |